# ناتالی توبین
ناتالی توبین (انگلیسی: Natalie Tobin؛ زادهٔ ۱۳ اکتبر ۱۹۹۶) بازیکن فوتبال اهل استرالیا است.